# Batalla de Escamela
La  batalla de Escamela fue una acción militar de la guerra de Independencia de México, efectuada el 26 de octubre de 1812, en la localidad de Escamela, perteneciente al municipio de Ixtaczoquitlán, Veracruz. Los insurgentes comandados por el general José María Morelos y Pavón se enfrentaron contra las fuerzas realistas a cargo del general brigadier Luis del Águila y Andrade, conformadas por españoles peninsulares y americanos. La batalla se llevó a cabo como un acción estratégica para la consecuente Toma de Orizaba en Veracruz. Como resultado, la batalla permitió la salida de los realistas en Ixtaczoquitlán.

## Desfile
En la localidad de Escamela, en la misma fecha de cada año, se hace un desfile para conmemorar a los héroes zoquitecos que participaron en la batalla para liberar al pueblo zoquiteco de las manos de las fuerzas realistas españolas.[cita requerida]